# Sapcote
Sapcote är en ort och civil parish i Storbritannien.   Den ligger i grevskapet Leicestershire och riksdelen England, i den södra delen av landet, 140 km nordväst om huvudstaden London. Sapcote ligger 96 meter över havet och antalet invånare är 2 458.
Terrängen runt Sapcote är platt. Runt Sapcote är det ganska tätbefolkat, med 166 invånare per kvadratkilometer. Närmaste större samhälle är Leicester, 15,0 km nordost om Sapcote. Trakten runt Sapcote består till största delen av jordbruksmark.